# Olympische Sommerspiele 1992/Teilnehmer (Jamaika)
| Gelbes Symbol für Goldmedaillen mit stilisierten Olympischen Ringen | Graues Symbol für Silbermedaillen mit stilisierten Olympischen Ringen | Braundes Symbol für Bronzemedaillen mit stilisierten Olympischen Ringen |
| ------------------------------------------------------------------- | --------------------------------------------------------------------- | ----------------------------------------------------------------------- |
| —                                                                   | 3                                                                     | 1                                                                       |

Jamaika nahm an den Olympischen Sommerspielen 1992 in Barcelona, Spanien, mit einer Delegation von 36 Sportlern (22 Männer und 14 Frauen) teil. Fahnenträgerin bei der Eröffnungsfeier war die Leichtathletin Merlene Ottey.

## Medaillengewinner

### Silber
| Name(n)         | Sportart       | Wettkampf                           |
| --------------- | -------------- | ----------------------------------- |
| Juliet Cuthbert | Leichtathletik | Damen, 100 Meter & Damen, 200 Meter |
| Winthrop Graham | Leichtathletik | Männer, 400 Meter Hürden            |

## Medaillengewinner

### Bronze
| Name(n)       | Sportart       | Wettkampf        |
| ------------- | -------------- | ---------------- |
| Merlene Ottey | Leichtathletik | Damen, 200 Meter |

## Teilnehmer nach Sportarten

### Boxen
- St. Aubyn Hines
Halbfliegengewicht: 17. Platz (1. Runde)

- Delroy Leslie
Leichtgewicht: 17. Platz (1. Runde)

### Leichtathletik
Herren
- Dennis Blake
400 Meter: Viertelfinale
4 × 400 Meter: Vorläufe

- Richard Bucknor
110 Meter Hürden: Viertelfinale

- Howard Davis
4 × 400 Meter: Vorläufe

- Winthrop Graham
400 Meter Hürden: Silber

- Michael Green
4 × 100 Meter: Vorläufe

- Anthony Knight
110 Meter Hürden: Vorläufe

- Rudolph Mighty
4 × 100 Meter: Vorläufe

- Devon Morris
400 Meter: Viertelfinale
4 × 400 Meter: Vorläufe

- Patrick O‘Connor
4 × 400 Meter: Vorläufe

- Raymond Stewart
100 Meter: 7. Platz
4 × 100 Meter: Vorläufe

- Clive Terrelonge
800 Meter: Halbfinale

- Mark Thompson
400 Meter Hürden: Vorläufe

- Anthony Wallace
400 Meter: Vorläufe
4 × 100 Meter: Vorläufe

- Clive Wright
200 Meter: Halbfinale

Damen
- Juliet Campbell
400 Meter: Viertelfinale
4 × 400 Meter: 5. Platz

- Juliet Cuthbert
100 Meter: Silber 
200 Meter: Silber 
4 × 100 Meter: Aufgabe im Finale

- Dahlia Duhaney
100 Meter: Viertelfinale
4 × 100 Meter: Aufgabe im Finale

- Michelle Freeman
100 Meter: Viertelfinale
4 × 100 Meter: Aufgabe im Finale

- Diane Guthrie
Weitsprung: kein gültiger Sprung in der Qualifikation

- Deon Hemmings
400 Meter Hürden: 7. Platz

- Grace Jackson
200 Meter: 6. Platz

- Merlene Ottey
100 Meter: 5. Platz
200 Meter: Bronze 
4 × 100 Meter: Aufgabe im Finale

- Catherine Pomales-Scott
4 × 400 Meter: 5. Platz

- Cathy Rattray-Williams
4 × 400 Meter: 5. Platz

- Sandie Richards
400 Meter: 7. Platz
4 × 400 Meter: 5. Platz

- Dionne Rose
100 Meter Hürden: Halbfinale
Weitsprung: 24. Platz (Qualifikation)

- Gillian Russell
100 Meter Hürden: Halbfinale

- Claudine Williams
400 Meter: Viertelfinale
4 × 400 Meter: Vorläufe

### Radsport
- Michael McKay
Straßenrennen, Einzel: DNF

- Andrew Myers
Sprint: 2. Runde
1000 Meter Einzelzeitfahren: 29. Platz

- Arthur Tenn
Straßenrennen, Einzel: DNF

### Segeln
- Andrew Gooding
470er: 33. Platz

- Robert Quinton
470er: 33. Platz

### Tischtennis
- Michael Hyatt
Einzel: 33. Platz